# Molgula dextrocarpa
Molgula dextrocarpa är en sjöpungsart som beskrevs av Monniot 1974. Molgula dextrocarpa ingår i släktet Molgula och familjen kulsjöpungar. Inga underarter finns listade i Catalogue of Life.